# 美國郵政部
美國郵政部（英語：Post Office Department）是一個已經廢除的美國部級單位，負責美國的郵政服務。該機構按照美國總統喬治·華盛頓1792年簽署郵政服務法案（Postal Service Act）建立，但當時並不是美國內閣成員， 1872年的另一份郵政服務法案（17 Stat. 283）才將其提到內閣級別。
1970年8月12日時任美國總統理查德·尼克松簽署郵政重組法案（Postal Reorganization Act），新的美國郵政署在次年7月1日成立。郵政部的其他職能被郵政管理委員會接管。